# 6002 Eetion
6002 Eetion eller 1988 RO är en trojansk asteroid i Jupiters lagrangepunkt L5. Den upptäcktes 8 september 1988 av den danska astronomen Poul Jensen vid Brorfelde-observatoriet. Den är uppkallad efter Eetion i den grekiska mytologin.